# The Misleading Lady (film, 1932)
Pour les articles homonymes, voir The Misleading Lady.
Pour plus de détails, voir Fiche technique et Distribution.
The Misleading Lady est un film américain en noir et blanc réalisé par Stuart Walker, sorti en 1932.
C'est le remake parlant de deux films muets :
- 1920 : The Misleading Lady d'Arthur Berthelet
- 1916 : The Misleading Lady (en) de George Irving

## Synopsis
Fatiguée de sa vie mondaine, de ses activités insignifiantes et de ses potins fastidieux, Helen Steele décide que la clé de son élévation spirituelle serait de devenir comédienne. Elle veut participer aux auditions pour le rôle principal dans une nouvelle pièce de théâtre à scandale intitulée La Sirène, que va produire Sydney Parker. Mais Helen ne parvient pas à rencontrer ce dernier. Apprenant qu'il sera à une fête chez son amie Alice, elle s'y rend et rencontre enfin le producteur. Sydney lui dit qu'elle est une fille trop gentille pour jouer le rôle principal de manière convaincante. Pour lui prouver le contraire, et en échange d'une audition, Helen lui fait le pari de séduire en trois jours l'ami de Parker, l'ingénieur minier Jack Craigen.

## Fiche technique
- Titre : The Misleading Lady
- Réalisation : Stuart Walker
- Assistant-réalisateur : Robert Lee
- Scénario : Caroline Francke et Adelaide Heilbron (en)
  - d'après la pièce de théâtre du même nom de Paul Dickey (en) et Charles W. Goddard (en) (1913)
- Musique : Johnny Green (non crédité)
- Photographie : George J. Folsey
- Société de production et de distribution : Paramount Pictures
- Pays de production :  États-Unis
- Langue originale : anglais américain
- Format : noir et blanc — 35 mm — 1,37:1 — son : mono (Western Electric Noiseless Recording)
- Genre : comédie
- Durée : 70 minutes (1 h 10)
- Dates de sortie :
  - États-Unis : 15 avril 1932
  - Canada : 30 avril 1932
  - Australie : 18 juin 1932
  - Royaume-Uni : 18 juin 1932 (Londres) | 19 décembre 1932 (sortie nationale)

## Distribution
- Claudette Colbert : Helen Steele
- Edmund Lowe : Jack Craigen
- Stuart Erwin : Boney
- Robert Strange : Sydney Parker
- George Meeker : Bob Tracy
- Selena Royle : Alice Connell
- Curtis Cooksey : Bill Connell
- William Gargan : Fitzpatrick
- Will Geer : McMahon
- Donald MacBride : Bill